# Georg Raabe
Karl Hermann Georg Raabe, född 11 juni 1905 i Mühlhausen, död 9 september 1989 i Salzhausen, var en tysk SS-Obersturmbannführer. Under andra världskriget var han bland annat chef för Sonderkommando 7b i Sovjetunionen.

## Biografi

### Operation Barbarossa
Den 22 juni 1941 anföll Tyskland sin tidigare bundsförvant Sovjetunionen och inledde Operation Barbarossa. Enligt Adolf Hitler innebar kriget mot Sovjetunionen ett ideologiskt förintelsekrig och den ”judisk-bolsjevikiska intelligentian” måste elimineras. Efter de framryckande tyska arméerna följde Einsatzgruppen, mobila insatsgrupper. Chefen för Reichssicherheitshauptamt, Reinhard Heydrich, gav insatsgrupperna i uppdrag att mörda judar, romer, partisaner, politiska kommissarier (så kallade politruker) och andra personer som ansågs hota Tredje rikets säkerhet. Beträffande insatsgruppernas massmord på judar mördades initialt endast män, men i augusti 1941 gav Reichsführer-SS Heinrich Himmler order om att massmordet även skulle inbegripa kvinnor och barn. Raabe efterträdde i januari 1943 Josef Auinger som befälhavare för Sonderkommando 7b inom Einsatzgruppe B.